# Форпост Ірпінь
«Форпост Ірпінь» (анг. Outpost Irpin) — документальний фільм на основі книги «Битва за Ірпінь» Петра Щербини, який виступив продюсером та керівником авторської групи фільму до річниці визволення міста.

## Сюжет
28 березня 2022 року було звільнено Ірпінь, який стримав ворога на шляху до столиці та отримав статус «Ірпінь — місто-Герой». Цьому передували бої, внаслідок яких було зруйновано 70 % соціальної та житлової інфраструктури Ірпеня. Ці події відображені у фільмі «Форпост Ірпінь», основою якого стали відеоматеріали, зняті на мобільні телефони безпосередніми учасниками подій лютого-березня 2022 року.
У фільмі зібрано інформацію та фото усіх бійців Територіальної оборони Ірпеня, які загинули у 2022 році під час оборони Ірпеня.

## Озвучення українською
Українською мовою фільм озвучив український рок-музикант, лідер гурту «Друга Ріка» Валерій Харчишин.

## Озвучення англійською
Англійською мовою фільм озвучив Народний депутат України Мар'ян Заблоцький.

## Знімальна група
- Автор сценарію — Петро Щербина, Людмила Лозова
- Режисер-постановник — Людмила Лозова
- Помічник режисера — Володимир Пономаренко
- Продюсер — Петро Щербина
- Монтаж — Кирило Сміян
- Звукорежисери — Володимир Гризлов, Кирило Сміян
- Digital координатор — Віталій Ігнатуша
- Англійські титри — Ольга Гущина.

## Фільмування
Зйомки епізодів фільму відбувалася безпосередніми учасниками боїв за Ірпінь у лютому-березні 2022 року. Серед авторів відео — військові, оператори дронів, волонтери, лікарі.

## Відгуки
- «Бої, внаслідок яких було зруйновано 70 % соціальної та житлової інфраструктури Ірпеня. Ці події відображені у фільмі „Форпост Ірпінь“, основою якого стали відеоматеріали, зняті на мобільні телефони безпосередніми учасниками подій лютого-березня 2022 року», — Ірпінський міський голова Олександр Маркушин[5].

- «Фільм створено на основі книги Петра Щербини „Битва за Ірпінь“ — першої та єдиної хронології подій боротьби за визволення нашої громади. Дякую автору фільму Петру Щербині та всім причетним до створення цієї документалістики, яка увіковічнила подвиг Героїв»[6], — екс-мер Ірпеня, голова Інвестиційної ради Ірпеня Володимир Карплюк.

## Музика
У фільмі використано пісню «Я чую» гурту «Друга Ріка».

## Фінансування
Фільм створено за фінансової підтримки товариства «Відважних».